# تخطيط المدن العربية الإسلامية
ليس هناك تعريف متفق عليه للمدينة الإسلامية، فبعض المستشرقين يحددون عناصر معمارية معينة لوصف المدينة الإسلامية ويؤكدون على أن المدن الإسلامية أخذت عناصرها وسبل تخطيطها من المدن الرومانية والساسانية وغيرها. في أواسط القرن العشرين وعند ظهور عدد كبير من المعماريين والمخططين العرب والمسلمين رفضوا تلك التحليلات ورؤوا عدم وجود شيء اسمه المدينة الإسلامية لاختلاف المدن الإسلامية وتنوعها، من هؤلاء رفعت الجادرجي وجميل عبد القادر أكبر. في العقدين الأخيرين من القرن العشرين وبداية القرن الحادي والعشرين ظهرت مجموعة أخرى من المفكرين ترفض كلا الرأيين وترى العودة إلى أصول العمارة والتخطيط الإسلامي لمعرفة الحقيقة.

## أول تخطيط عمراني في الإسلام
بدأ تخطيط المدن والعمارة الإسلامية منذ الهجرة إلى المدينة المنورة حين أصبح للمسلمين مدينتهم الأولى، وكانت تقع على طريق التجارة إلى الشام وذات تربة خصبة ومياه وفيرة مقارنة بمناطق أخرى في الحجاز وعلى هذا كان ليثرب بنية اقتصادية جيدة حيث توفرت ف الزراعة والتجارة بالإضافة إلى بعض الصناعات الحرفية مثل التعدين. كانت يثرب أيضا تتميز بتنوع ديموغرافي يمثله وجود اليهود بكثرة كما كانت تفتقر إلى سلطة سياسية مركزية مما أدى استمرار الخصومات وتحولها إلى حالة دائمة فيها.
حين سيطر عليها الإسلام كان أول تغيير يحدث هو ظهور السلطة المركزية المتمثلة بالرسول الكريم محمد ﷺ
نواة التغيير العمراني كانت بناء المسجد النبوي في أرض في وسط المدينة أبتيعت للمسجد. ثم شقت طرق رئيسية تصل المسجد بالضواحي، فقد أشارت الروايات التاريخية إلى طريق يمتد من المسجد ويتجه غربا حتى يصل إلى جبل سلع وطريق من المسجد يخترق منازل بني عدي بن النجار ويصل إلى قباء جنوبا ومن قباء وجد طريق يتجه شمالا إلى البقيع. كانت الشوارع قياسية فقد كان عرض الشارع الرئيسي سبعة أذرع، والذي يتفرع منه خمسة أذرع والشارع الأصغر ثلاثة أذرع. غطيت شوارع المدينة في حينها بالحصى.
حين وصل المهاجرون إلى المدينة وهب لهم الأنصار بعض الأراضي الفارغة ليسكنوا فيها، وقد قسمت الأرض بطريقة قبلية حيث أن كل قبيلة أعطيت أرضا يخططونها كما شاءوا. وأنشأت هذه نواة لتخطيط المحلات السكنية طوال الفترة الإسلامية حيث أن المحلة نفسها تقتطع لها أرض محددة ويقوم ساكنيها بتنظيمها كما يرون مناسبا. إلا أن بعض المباني العامة كانت تخطط مركزيا فقد روى جابر بن أسامة قال: لقيت رسول الله بالسوق في أصحابه فسألتهم أين يريد، فقالوا: اتخذ لقومك مسجدا، فرجعت فإذا قومي فقالوا خط لنا مسجدا وغرز في القبلة خشبة.
كانت تنظيم السوق بلا مباني حيث أن الأرض كانت تترك فضاء ويأتي التجار ببضائعهم فيستخدمون موقعا يبقى لهم حتى آخر النهار ولكنه ليس محجوزا لهم دوما فقد تركت الأرض مشاعا حتى قيام الدولة الأموية.
بالإضافة إلى ذلك فقد اهتم الرسول  بتوفير المرافق العامة حيث أقام الرسول  خيمة بالمسجد لأجل التداوي، كما أقيمت دور الضيافة لاستقبال الوفود كان أهمها دار عبد الرحمن بن عوف واتخذت مواضع لقضاء الحاجات تسمى المناصع واختيرت مواضع للذبح بعيدا عن السكان، وعين مكاناً لصلاة العيد.
في نفس الوقت وبالموازاة مع البناء قام الرسول  بإعادة تنظيم المدينة إداريا واجتماعيا حيث أن أول عمل هو الموآخاة بين المهاجرين والأنصار والذي حقق الكثير من الأهداف أهمها المساعدة على دمج المهاجرين في المجتمع الجديد وتقوية الأواصر بينهم وبين الأنصار والتأكيد على أهمية التكافل الاجتماعي.
كان تأثير الرسول  على تخطيط المدينة كبيرا جدا واستمر هذا التأثير طيلة قرون طويلة حيث أن الكثير من المبادئ التي أعتمد عليها في تخطيط وإدارة المدن الإسلامية منذ ذلك الحين حتى نهاية القرن التاسع عشر كان يرجع في أساسه إلى هذا النموذج.

## المدن الإسلامية الجديدة
بعد توسع الدولة الإسلامية في صدر الإسلام أسست العديد من المدن أو القواعد العسكرية التي تحولت إلى مدن. أهمها هي البصرة في 633 والكوفة في 638 والفسطاط في 642 والقيروان في عام 665 ميلادي. يتشابه تخطيط هذه المدن إلى حد كبير كما يتشابه مع تخطيط المدينة المنورة مما يظهر تأثيرها على المدن الإسلامية الأولى هذا إضافة للعديد من المدن التي كانت قائمة قبل الإسلام واخذت الطابع الإسلامي حيث أن الجامع وسط المدينة ومركز الحكم وإدارة الدولة وبيت المال كما كان الحال في مدينة دمشق.
وهذا النمط الذي اتبع فكان أول ما يبنى في المدينة الإسلامية المسجد الجامع ويكون في وسطها ويبنى حوله مبنيان رئيسيان هما دار الإمارة وبيت المال. وبجوار المسجد كانت تخصص أرض للسوق تترك فضاء كما في المدينة ولم يكن يسمح بالبناء فيها في حينه. بعد ذلك كانت تخط أراض بينها شوارع رئيسية للقبائل المختلفة ويترك تخطيط هذه الأراضي للقبائل كما هو الحال في المدينة. في وسط كل من تلك الخطط كان مسجد يسمى مسجد الصلوات الخمس، حيث يصلي فيه الناس ويجتمعون يوم الجمعة في المسجد الجامع.
كان بناء مساجد الخطط إلزاميا حيث أنه كان لها دور في إدارة المدينة فقد كان فيه المجلس الذي يجتمع فيه الناس ويحكم بينهم ويعلمون أولادهم فيه وكانت بعض المرافق العامة الخاصة بالخطة ملاصقة أو مجاورة لها مثل السوق والحمام والفرن وغيرها. وكانت أوامر وتعليمات الخليفة أو الأمير للقبيلة تصل إلى هذه المساجد أو المجالس.
بالإضافة إلى ذلك كان في ذلك المجلس سجل بالمقيدين في الجند الرسمي من أهلها، وكان في دار الإمارة ديوان يشبه يسجل فيه أسماء أهل القبائل وفي أي خطة هم.
أهم ما يميز تلك المدن هو عدم بناء أسوار لها بل كانت تحصن طبيعيا باختيار موقع جيد وملائم.

## بدء التغيير – العمران في العصر الأموي
أضاف الأمويون الكثير من المرافق العامة للمدينة وتطور العمران بشكل ملحوظ في العهد الأموي واتضح بالتخطيط السليم للمدن والابنية مثل منشأت الحكم ودور العلم والمشافي والشرطة والدواوين ودور العبادة ودوائر الحكم المختصة وغيرها، وكانوا يضعون هذه المرافق إما في المركز مع المرافق الرئيسية أو على طول الشوارع الرئيسية التي تربط الضواحي بمراكز المدن واتضحت بشكل منظم في دمشق. كما بنوا القصور المميزة وعرفت القصور الأموية بروعة بنائها ونافست دار الخلافة ودور الإمارة. أضف إلى ذلك، سمح الأمويين للناس بالبناء في الأسواق فلم تعد أرضا فضاء بل أنها أصبحت مبنية والدكاكين ثابتة فيها وكانت بداية لآنشاء الاسواق الثابتة في العصور الإسلامية اللاحقة وتميز العصر الأموي بطراز من البناء وأسلوب انتشر في كافة البلاد وعرف بطراز البناء الأموي.
ونظرا للتوسع الكبير في الحضارة الإسلامية في العهد الأموي فإن الطراز الأموي في البناء كان أول طراز إسلامي حقيقي نظرا لتأثره بالحضارات السابقة وإضافة الأفكار الإسلامية عليها فكان أسلوب العمارة الأموية المتميز.

## فقه البنيان
نتيجة لتطور الدول الإسلامية وتوسع المدن، ظهر ما يمكن تسميته بفقه البنيان. يهدف هذا المجال إلى تحديد وتنظيم العلاقات بين الناس والسيطرة على البناء وحل المشاكل التي قد تنجم بين الناس.

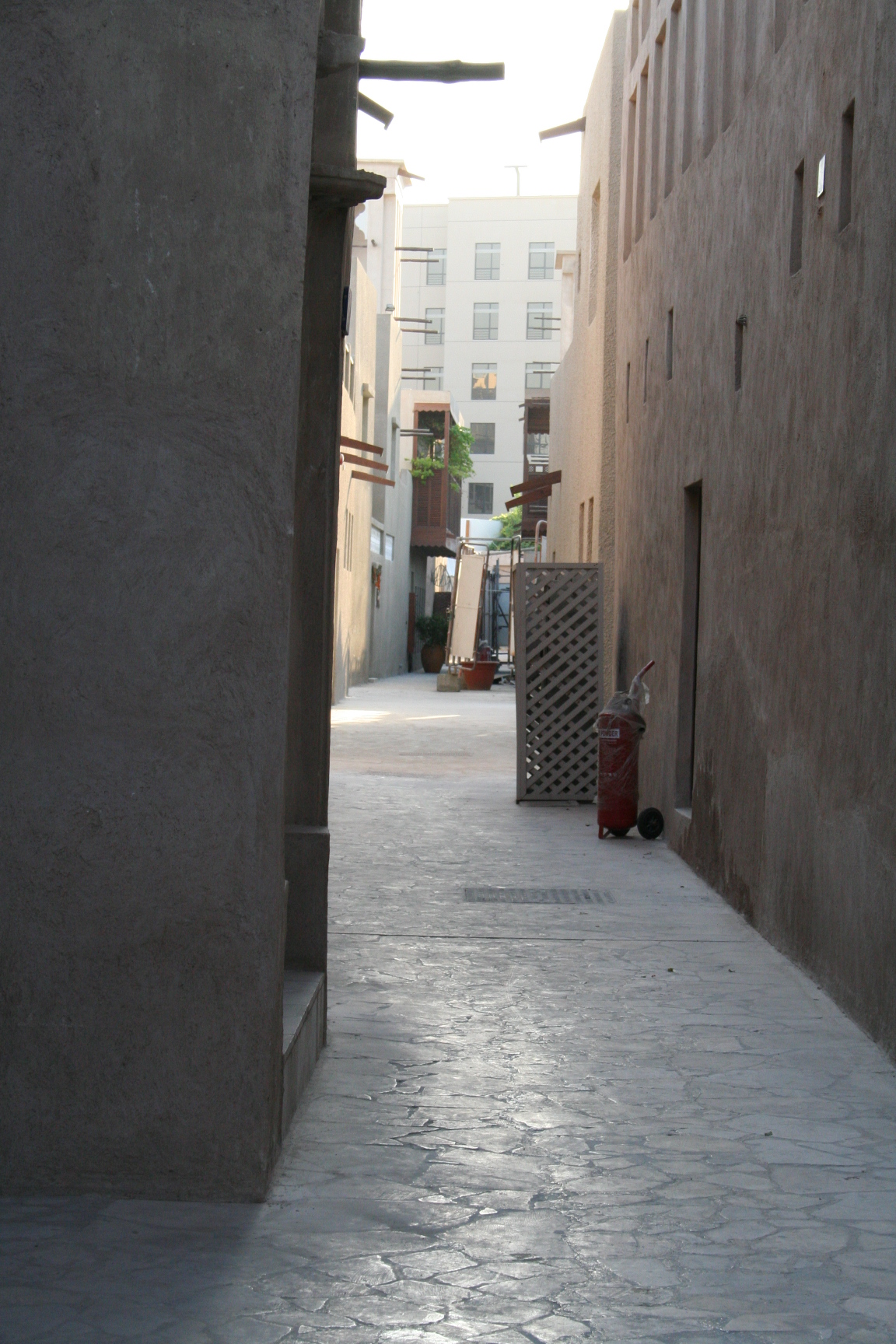
شارع ضيق في منطقة قديمة في دبي

وفقه البنيان هو مجموعة القواعد الفقهية التي تراكمت بمرور الزمن نتيجة لاحتكاك حركة العمران والمجتمع كلاهما ببعض ونشوء تساؤلات اجاب عنها الفقهاء، هذه القواعد كان كل من المجتمع والسلطة والمهندسين يحتكمون إليها عند اللزوم. من كتب الفقه التي اهتمت بأحكام البناء كتاب «الإعلان بأحكام البنيان» لابن الرامي المتوفى سنة 734هـ· أول من سجل قواعد فقه العمارة من الفقهاء ابن عبد الحكم الفقيه المصري المتوفى سنة 214 هـ/829م في كتابه «البنيان».
وقد قسم الفقهاء احكام البنايات إلى أربعة أقسام رئيسية هي:
1. البناء الواجب: مثل بناء المساجد لتقام فيها الصلوات، وبناء الحصون والاربطة للدفاع عن ديار المسلمين.
2. البناء المندوب: كبناء المنائر والتي تندب للأذان وبناء الاسواق، حيث يحتاج الناس للسلع. ولكي لا يتكلفوا عناء البحث عنها، فندب الشرع لذلك بناء الاسواق لكي يستقر بها أصحاب السلع، ويسهل للناس شراؤها منهم.
3. البناء المباح: مثل بناء المساكن التي تبنى بهدف الاستغلال، فمن المعروف ان الشريعة جاءت لحفظ المقاصد الخمس: الدين، النفس، المال، العرض والنسل، والله جعل أسباباً مادية يقوم بها البشر، كي يحققوا تلك المقاصد، ومن هذه الأسباب بناء المساكن والدور ليحفظ فيها الناس انفسهم واموالهم واعراضهم، وتقوم فيها الأسر.
4. البناء المحظور: كبناء دور السكر ودور البغاء والبناء على المقابر وفي أرض الغير.
لم تكن العلاقة بين المباني علاقة جامدة، بل دخلت أيضا في تحديد سلوك الساكنين للعقارات، وضرورة احترامهم الآداب العامة، وكان من حق الجيران إجبارهم على ذلك، عن طريق القضاء، وتزخر سجلات المحاكم الشرعية بالعديد من الوقائع التي تؤكد تضامن أهل الخطة أو الحارة ضد المخالفين من سكانها.
اعتمد الفقهاء في تناولهم لأحكام البنيان على بعض الآيات في القرآن الكريم وعلى الحديث الشريف وعلى بعض الأعمال العمرانية التي قام بها الرسول والخلفاء الراشدين وعلى العرف أخذا عن حديث عبد الله بن مسعود: (ما رآه المسلمون حسنا فهو عند الله حسن) كما أخذوا عن الحديث: (لا ضرر ولا ضرار).
وترتب على مبدأ «لا ضرر ولا ضرار»، و«الأخذ بالعرف»، في تقرير أحكام البناء، نشوء مبدأ: «حيازة الضرر»، الذي صاغ المدينة الإسلامية صياغة شاملة. و«حيازة الضرر» تعني أن من سبق في البناء يحوز العديد من المزايا التي يجب على جاره الذي يأتي بعده أن يحترمها، وأن يأخذها في اعتباره عند بنائه مسكنه، وبذلك يصيغ المنزل الأسبق المنزل اللاحق.
أثر فقه البنيان والمبادئ المتعبة في إيجاده على تخطيط المدينة فأثر على تخطيط الشوارع وحدد درجات الخصوصية في الأماكن العامة وحدد أماكن وضع المباني المعينة فالمباني التي قد تضر الناس كالمصانع والأفران والتي تؤدي إلى إصدار الضجة كانت تبنى في أماكن بعيدة عن الأحياء والخطط السكنية مثلا.

## العناصر التصميمية الرئيسة
تتميز المدن الإسلامية في العصور الوسطى وتحديدًا الفترة من القرن 7 وحتى القرن 16 وهي ما عُرفت بالعصر الذهبي للإسلام بمجموعة من المبادئ التصميمية المترابطة التي تشكل بنيتها المادية ووظيفتها الاجتماعية. يضع التخطيط الذي يركز على المسجد الهياكل الدينية في قلب التصاميم الحضرية، حيث لا يشير المسجد فقط إلى المركز ولكنه يساعد أيضًا في تحديد التسلسل الهرمي للشوارع. تشير الدراسات إلى أن المدن نُظِّمَت بشبكات واسعة ومنتظمة، والتي تفسح المجال لأزقة سكنية ضيقة، وهو تخطيط يدعم كلًا من مناطق التجمعات العامة والمجالات الخاصة.
- التخطيط الذي يركز على المسجد: تشغل المساجد مواقع مركزية تؤثر على المساحات الحضرية المحيطة، وبجانب المسجد كان يقع مركز المدينة وسوقه، وأحيانًا أُعيد توجيه المدينة كاملة لتواجه القبلة أو على الأقل تجعل اتجاه القبلة بدون ميلان (مثل أن تختلف عنها بدرجة 90، أو 180، أو 270). إن مسجد قلب المدينة يكون في الغالب هو المسجد الجامع الكبير.[2]
- شبكات الشوارع الهرمية: ترتبط الشوارع الرئيسة بممرات أصغر، مما يحقق توازنًا بين الانفتاح والخصوصية. كما توجد شبطات منتظمة بشوارع واسعة وساحات كبيرة مفتوحة.[3]
- أنظمة التحصين: تؤمن الجدران الدفاعية الدائرية والأبراج والبوابات الموضوعة استراتيجيًا الحدود المعرضة للخطر. أشهر مثال على هذا هو الجدار التحصيني الدائري مع تسعة وعشرين برجًا دفاعيًا متباعدًا بالتساوي وثلاث بوابات دخول ذات محور مزدوج في قصر الصغير، وهي مدينة إسلامية من العصور الوسطى في شمال المغرب. وهذه بارزة في حدود العالم الإسلامي أكثر من داخله.[4]
- تنظيم المساحات العامة: توفر الساحات والفناءات والحدائق أماكن للأنشطة الاجتماعية والدينية.[5]
- تنظيم الوصول والخصوصية: تعكس الفواصل الواضحة بين المناطق العامة والخاصة الأعراف الثقافية.[5]
- الهياكل الإدارية: تطورت المراكز الحضرية من نواة قائمة على المسجد ودار الولاية أو الخلافة إلى تكوينات بيروقراطية أكثر تعقيدًا. التحول من العمليات الحضرية "من الأسفل إلى الأعلى" إلى "من الأعلى إلى الأسفل" في المدن الإسلامية، مما يشير إلى تغييرات في النهج الإداري للتخطيط الحضري.[6]
- الميزات البيئية والتقنية: تتكيف أنظمة إدارة المياه المتكاملة، والعناصر البستانية، والتصاميم الملائمة للمناخ (مثل الملاقف الهوائية) مع الجفاف الإقليمي والظروف المحلية.[7]
- المساحات العامة: وجود ساحات عامة واسعة ومساحات خضراء لتعزيز الاسترخاء وتقليل التوتر، مع وجود أفنية لتوفير الراحة والجمال البصري.[8] وقد ذُكرَت هذه المساحات في كتابات المقريزي.
- مراعاة الخصوصية: من أبرز سمات المدن الإسلامية هو الفصل الواضح بين المجالات العامة والخاصة، مع تنظيم الوصول في المستويات الهرمية المختلفة للتجمعات، والتوازن بين التعرض البصري والخصوصية. ومن أشهر المدن البادي هذا فيها هي فاس والقاهرة.[9]
- أنظمة إدارة المياه: أنظمة إدارة المياه ودمجها في البنية الاجتماعية للمدن، وهذا جلي للآن في المدن الإيرانية. وحاجة ضرورية لتشكيل المدينة حسب الماء في المناطق القاحلة لذلك هذه المناطق كانت هذه الأنظمة فيها هي الأبرز. من أشهر التقنيات المستخدمة في هذا هي القنوات والقنوات الجوفية وأنظمة تجميع المياه.[10]
- دمج الحدائق: كانت الحدائق من أهم ميزات العمارة في المنطقة المركزية للمدن وفي ضواحيها. حيث تُدمَج المساحات الخضراء داخل النسيج الحضري، وهو مستوحى من الوصف الإسلامي للجنة والفردوس.[11]
- التكيف مع المناخ: كان هناك توظيف كبير لعناصر معمارية مثل الأفنية الداخلية والملاقف الهوائية والمشربيات والساباط، واستخدام مواد مناسبة مُبردة في المباني، لتوليد تبريد سلبي في المدن.[11]

عبر مناطق مثل إيران ومصر والمغرب ودمشق والأندلس وبغداد والقيروان، تطورت الأشكال الحضرية من شبكات منظمة بسيطة ذات تحصينات أساسية إلى تخطيطات متخصصة معقدة في الفترات اللاحقة. توضح الدراسات أن المخططين سعوا إلى تحقيق توازن بين الاحتياجات العملية والمتطلبات الدينية والثقافية لإنشاء بيئات حضرية توفر الحماية وتعزز الحياة الاجتماعية. وأغلب الدراسات الحديثة تركزت في مصر، وخاصةً في القاهرة والفسطاط.

## مواضيع متعلقة
- تخطيط عمراني
- عمارة إسلامية
- عمارة الأرض في الإسلام